# Хесус Кастро
Хесус Кастро Агіроль (ісп. Jesús Castro Aguirol, нар. 16 жовтня 1908 — пом. дата смерті невідома) — мексиканський футболіст, що грав на позиції нападника, за клуб «Америка», а також національну збірну Мексики.

## Клубна кар'єра
Виступав за команду «Америка» із столиці країни — Мехіко.

## Виступи за збірну
У складі збірної був у заявці на чемпіонат світу 1930 року в Уругваї, але участі у матчах не брав.